# Corpo d'armata di Roma
Il Corpo d'armata di Roma è stato un organismo, costituito nell'estate del 1943, nel quale sono state inquadrate tutte le forze territoriali già del presidio militare di Roma.

## Storia
Il Corpo d'armata di Roma venne costituito il 15 luglio 1943 per trasformazione del Comando Presidio di Roma. Al comando del Corpo d'armata di Roma venne designato il generale Alberto Barbieri, sostituito nel mese di agosto dal generale Umberto di Giorgio, già comandante dal 10 giugno 1940, giorno dell'entrata in guerra dell'Italia nel secondo conflitto mondiale del comando di difesa territoriale di Roma.
Il Corpo d'armata di Roma ha assunto alle proprie dipendenze i reparti e servizi territoriali dislocati nel Presidio di Roma, provvedendo all'organizzazione del centro urbano per quello che riguardava la responsabilità della difesa contraerei e antiparacadutista e per il mantenimento dell'ordine pubblico.
Il Corpo d'armata di Roma venne sciolto il 10 settembre 1943 in seguito alle vicende che seguirono l'armistizio dell'8 settembre 1943, anche se dopo tale evento alcuni reparti vennero utilizzati in combattimenti difensivi contro le truppe tedesche.
All'atto dell'armistizio, sciolto il corpo d'armata, il generale Barbieri riuscì a sottrarsi alla cattura dai tedeschi, dandosi alla macchia a Roma, venendo poi, nel giugno 1944, prima sospeso e poi congedato dall'esercito, mentre il generale di Giorgio venne catturato dai tedeschi il 28 settembre e trasferito in Polonia per essere rinchiuso nell'Offizierlager 64/Z di Schokken dove, giunto il 1º ottobre, a causa dei disagi del viaggio e per le emozioni di quei giorni il suo cuore non resse e morì improvvisamente nella notte del 30 novembre 1943. Venne sepolto nel cimitero di Salka, nei pressi della Chiesetta e del bosco adiacenti al campo stesso, dopo solenne cerimonia funebre alla quale parteciparono anche le autorità tedesche del lager. Per onorarne la memoria venne decretata la concessione della Medaglia d'argento al valor militare.